# John Alexander Gresse
John Alexander Gresse, né en 1741 à Londres et mort en 1794 dans la même ville, est un peintre et maître dessinateur anglais. 

## Biographie

### Jeunesse
John Alexander Gresse naît en 1741 à Londres,. Son père est originaire de Rolle, sur le lac de Genève, et possède une petite propriété près d'Oxford Street, sur laquelle les rues actuelles, Stephen Street et Gresse Street, Rathbone Place, sont construites vers 1771. Gresse étudie le dessin auprès de Gérard Scotin, le graveur, et est l'un des premiers étudiants à travailler dans la galerie de moulages fondée par le duc de Richmond. En 1755, il obtient une prime à la Society of Arts pour un dessin d'un élève de moins de quatorze ans, et en 1759 il obtient trois primes pour des dessins et des études de la figure humaine. Il réussit à nouveau en 1761 et 1762, obtenant au total neuf primes avant d'atteindre l'âge de 21 ans. 

### Carrière
Il est pendant une courte période l'élève du graveur Major, et travaille pendant plusieurs années sous la direction de Cipriani, profitant en même temps de l'instruction de Zuccarelli. Il est employé par John Boydell pour faire des dessins. Gresse n'a pas l'industrie et l'application nécessaire pour réussir dans les branches supérieures de son art, et comme il a hérité de son père un revenu suffisant, il n'exerce pas ses pleins pouvoirs. En 1763, il expose un paysage à la Société libre des artistes, et en 1764, deux miniatures et une Madone. En 1765, il devient membre de la rivale Society of Artists of Great Britain et expose avec elle pendant quatre ans, principalement des miniatures. En 1768, il envoie un dessin colorié du siège du comte de Bessborough à Roehampton. Gresse excelle dans cette branche de l'aquarelle et certaines de ses vues sont gravées. Il devient l'un des maîtres du dessin les plus en vogue de son époque. En 1777, il est nommé maître de dessin des princesses royales et devient rapidement un favori à la cour. Sa corpulence lui vaut le surnom de "Jack Grease". Il s'exerce occasionnellement à la gravure et grave les plaques pour le Compte rendu des statues et des images de Wilton House de Kennedy (1769). Il publie quelques autres gravures, dont celle de Saint Jérôme d'après Guido, et Un satyre endormi d'après Nicolas Poussin.

### Mort et héritage
Gresse meurt le 19 février 1794, dans sa cinquante-troisième année, et est inhumé à Sainte-Anne, à Soho. Il est un grand collectionneur d'œuvres d'art, qui sont vendues aux enchères peu après sa mort, la vente prenant six jours.